# Стомана
Стоманата е сплав на желязо и въглерод, в която съдържанието на въглерод варира в границите от 0,025% до 2,14%.
Освен въглерод, стоманите съдържат и други елементи – манган, фосфор, сяра, силиций, следи от кислород, азот и алуминий, които обикновено се разделят на легиращи елементи и примеси. Елементите, целенасочено включени в състава на стоманата, за да се модифицират определени нейни свойства, се наричат легиращи. Най-често използваните легиращи елементи са манган, никел, хром, молибден, бор, титан, ванадий и ниобий.
Сплавите на желязото с въглерод, които съдържат въглерод над 2,14% се наричат чугуни. Чугуните се различават от стоманите по редица свойства – имат по-ниска температура на топене, по-крехки са и могат да се отливат по-добре от тях. Сплавите със съдържание на въглерод под 0,025% са по-близки по свойства до чистото желязо – по-меки са и имат значително по-ниска якост.
Макар че стоманата се произвежда по различни методи още от праисторически времена, тя започва да се произвежда масово след изобретяването през 1856 г. от Хенри Бесемер на по-ефективен начин за нейното производство, получил впоследствие неговото име – бесемеров конверторен процес. Последвалите подобрения в технологията, като основния конверторен процес, открит от Джилхрист Томас и създадения на тяхна основа кислородно-конверторен процес, мартеновия процес (изобретен от френския учен Пиер Мартен през 1863 г.) и електродъговия стоманодобивен процес понижават стойността на стоманата и повишават нейното качество. Днес стоманата е сред най-широко използваните материали в света, като годишно се произвеждат над 1,3 милиарда тона. Тя е основен компонент на сгради, инфраструктурни съоръжения, инструменти, кораби, автомобили, машини, битови уреди и оръжия.

## Състав и структура
Основните компоненти на стоманата са желязото и въглерода. Дори в тесния интервал на концентрации на въглерода (0,2 – 2,1%)неговите смеси със стоманата могат да образуват няколко различни структури със силно различаващи се свойства. При стайна температура най-стабилната алотропна форма на желязото е феритът (α-желязо), който има обемноцентрирана кубична кристална решетка (ОЦК). Феритът е мек метал, който може да разтвори ограничено количество въглерод – не повече от 0,021% при 723 °C и едва 0,005% при 0 °C.
Ако стоманата съдържа повече от 0,021% въглерод, при нагряване тя се трансформира в аустенит (γ-желязо), който има стенноцентрирана решетка (СЦК). Аустенитът също е мек метал, но може да разтвори значително повече въглерод, като според различни източници горната граница варира между 2,08 и 2,14% (т. E от желязо-въглеродната диаграма). Тази граница дефинира и максималната концентрация на въглерод в стоманите.
Когато стомани със съдържание на въглерод под 0,8%, наричани подевтектоидни стомани, бавно се охладят от аустенитната си форма, желязото се стреми да се върне във феритна форма, при което се отделя излишен въглерод. Един от начините за отделяне на този въглерод е отделянето на цементит, при което се образува ферито-цементитна смес. Цементитът е твърдо и крехко интерметалидно съединение (Fe3C). На самата евтектоидна граница (0,8% въглерод) охладената структура образува перлит, а над нея – на смес от перлит и цементит.
Една от най-важните за стоманите форми на желязото е мартензитът. Това е метастабилна фаза, която е значително по-твърда от останалите форми. Когато стоманата рязко се охлади от аустенитна фаза, тя образува мартензит. Железните атоми се фиксират на местата си при преминаването от стенноцентрирана към обемноцентрирана кристална решетка. В зависимост от въглеродното съдържание мартензитната фаза приема различни форми. Под приблизително 0,2% въглерод тя образува феритна обемноцентрирана кубична решетка, но при по-високо съдържание на въглерод формира обемноцентрирана тетрагонална решетка, като въглеродът остава затворен в междините на кристалната решетка. При процеса на трансформиране на аустенита в мартензит няма топлинна енергия на активация, а атомите в кристалите запазват своите съседи.
Мартензитът има по-ниска плътност от аустенита, поради което трансформацията води до увеличаване на обема. Вътрешните напрежения от разширението предизвикват натиск върху кристалите на мартензита и опън върху тези на остатъчния ферит със значителни тангенциални напрежения между двете форми. При неправилно закаляване тези напрежения могат да доведат до напукване и дори разпадане на материала. Затова винаги се препоръчва нискотемпературно отвръщане.
Освен желязо и въглерод към стоманите се добавят и други легиращи елементи с цел постигане на определени желани свойства – определен кристален строеж, структура или дадени физикохимично или механично свойство. Съдържанието на легиращите елементи може да се колебае в широк интервал – от хилядни от процента до десетки проценти.
Никелът и манганът увеличават якостта на опън и правят аустенита по-устойчив химически. Хромът увеличава твърдостта и температурата на топене, а в по-висока концентрация (над 12%) образува пасивиращ слой по повърхността на метала (неръждаема стомана). Ванадият също увеличава твърдостта и намалява ефекта на умора на материала. Волфрамът е карбидообразуващ елемент и възпрепятства образуването на цементит и дава възможност за образуване на мартензит при по-бавно закаляване, в резултат на което се получават високоякостни стомани Последните два легиращи елемента придават по-голяма термоустойчивост на стоманите.
Други по-рядко използвани легиращи елементи са силиций, молибден, кобалт, мед, титан, цирконий, ниобий, алуминий. В някои специални стомани легиращи елементи могат да бъдат и елементи като фосфор, сяра, азот, селен, телур, олово, церий, лантан, които обикновено са нежелан примес.
Примеси се наричат химичните елементи, преминали в състава на стоманата в процеса на нейното получаване, като технологични добавки или като компоненти от шихтовите материали. Такива елементи са сярата, азотът, фосфорът, водородът, кислородът, калаят, антимонът, арсенът, бисмутът и други. Те придават на стоманата крехкост или влошават други нейни качества и трябва да се отстраняват от нейния състав.

## Свойства
Плътността на стоманата варира в зависимост от нейния химичен състав, но обикновено е между 7750 и 8050 kg/m³. Има почти еднакъв коефициент на топлинна деформация с бетона (αt=0,00001).

## Класификация
Единна система за класификация на стоманите в глобален мащаб не съществува. Много от стоманодобивните компании имат собствени системи за класифициране на стоманите.
Стоманите могат да бъдат класифицирани по най-различни признаци – по областта на приложение, по своето качество, по химичния си състав, по характера на кристализиране при разливане в изложници и строежа на получения слитък, по начина на производство и др.
Според областта на приложение, стоманите се разделят на:
1. Котелна стомана – използва се за производство на парни котли. Тази стомана обикновено е нисковъглеродна и трябва да притежава високи пластични свойства в студено състояние, добре да се заварява и не трябва да има склонност към стареене;
2. Стомана за железопътния транспорт – релсова стомана, стомана за вагонни оси, стомана за бандажи на железопътните колела. Тази стомана е средновъглеродна, към която има високи изисквания за механичните ѝ свойства (умора на метала, плътна и равномерна структура и др.);
3. Конструкционни стомани – използват се при изготвянето на метални конструкции за строителството на различни здания, мостове, различни машини и други подобни. Тези стомани могат да бъдат както обикновени въглеродни, така и легирани (например манганова стомана, хромова стомана и т. н). Легираните конструкционни стомани изискват повече разходи за производството си от обикновените въглеродни, но тъй като имат значително по-добри механични качества, техният разход при изготвянето на металните конструкции е по-нисък, което оправдава тяхното използване;
4. Лагерни стомани – използват се при изготвянето на сачмени и ролкови лагери. Към тези стомани, съдържащи около 1% C и 1,5% Cr, се предявяват изключително високи изисквания по отношение на съдържанието на неметални включения;
5. Инструментални стомани – използват се за изготвяне на инструменти, резци за стругове, валци за прокатни станове, части за ковашко-щамповъчно оборудване и др. Инструменталните стомани обикновено съдържат високо количество въглерод (до 2 %), както и значително количество легиращи елементи – най-често хром Cr, волфрам W, молибден Mo и други.

Освен тези групи стомани, съществуват още и цял ред групи стомани с по-тясно предназначение – ресорно-пружинни, трансформаторни, неръждаеми, оръдейни, тръбни и др.
Според начина на производство стоманата може да бъде:
1. Мартенова стомана – произведена по сименс-мартеновия процес в пещи с открит под;
2. Конверторна – произведена по някои от конверторните процеси в конвертори;
3. Електростомана – произведена в електродъгови пещи;

Понякога се налага използването на още по-дълбоки уточнения – кисела мартенова стомана, бесемерова стомана и други такива.
Много често от начина на производство на стоманата зависят някои особени качества на метала. Например, независимо от еднаквия химичен състав и еднаквата последваща термообработка, свойствата на киселата и мартенова стомана са различни, което се отчита както от производителите, така и от потребителите на стоманата.
По своето качество, стоманите се разделят на следните групи:
1. С обикновено качество;
2. Качествени стомани;
3. Висококачествени стомани.

Разликата между тези три групи е в допустимото съдържание на вредни примеси, както и в особените изисквания за съдържание на неметални включения в тях. Например, в стоманите с обикновено качество общото съдържанието на сяра S и фосфор P не трябва да надхвърля 0,040 – 0,060%, докато в качествените стомани то трябва да бъде в границите на 0,030 – 0,040%, а при вискокачествените – не повече от 0,020 – 0,030%. В някои случаи се изисква съдържанието на сяра и фосфор да бъде в още по-ниски граници – под 0,010% или 0,005%.
По своя химически състав, стоманите могат да се разделят на:
1. въглеродни, които от своя страна могат да бъдат ниско-, средно- и високовъглеродни;
2. нисколегирани;
3. легирани – в тази група влизат хромовите, хром-никеловите, мангановите и т.н. стомани.

По вида на кристализиране при разливане на стоманата в изложници се различават следните видове стомана:
1. спокойна стомана;
2. кипяща стомана;
3. полуспокойна стомана.

Поведението на метала при кристализацията му в изложници зависи от неговата степен на откисляване – колкото повече е откислена стоманата, толкова по-спокойна е тя. Например, в резултат на силното газоотделяне в изложницата при кристализацията на кипяща стомана тя кипи бурно, откъдето идва и наименованието на стоманата. И обратно – откислената стомана кристализира спокойно, без видими ефекти в изложницата.
По правило, на машини за непрекъснато разливане на стомана се разлива изключително спокойна стомана.

## Производство

### Технология
Желязото се среща в земната кора под формата на желязна руда – свързано с други елементи, като кислород или сяра. Типични съдържащи желязо минерали са хематитът (Fe2O3) и пиритът (FeS2). Желязото се извлича от рудата чрез отделяне на кислорода и сярата и съчетаването му с желан примес, като въглерода. Исторически подобен процес е използван за добиване на метали с по-ниска температура на топене, като калай (температура на топене 250 °C) и мед (температура на топене 1100 °C). В сравнение с тях температурата на топене на желязото е по-висока – 1375 °C, но е постижима още през бронзовата епоха. Тъй като оксидацията се засилва значително при температури над 800 °C, топенето трябва да става в среда с ниско съдържание на кислород. За разлика от калая и медта, течното желязо лесно разтваря въглерода, поради което получената сплав съдържа твърде много въглерод.
За получаването на стомана чугунът, сплав на желязото с относително високо съдържание на въглерод, се разтопява и се подлага на допълнителна преработка, при която се отстранява излишният въглерод и други нежелани примеси, а в някои случаи се добавят легиращи елементи. Полученият течен материал се излива или чрез процеса на непрекъснато леене или в блуми и сляби за последваща обработка, като в съвременната металургия около 96% от стоманата се получава чрез непрекъснато леене.
Отлятата стомана впоследствие се валцува в различни видове прокат – листове, армировъчни пръти, профили, релси и други. В съвременните металургични предприятия целият процес на производство на стомана, нейното отливане и валцуване до прокат се извършва на една обща технологична линия, в която постъпва изходен материал (желязна руда или скрап) и от която излизат готови стоманени продукти. Понякога процесът включва и термична обработка на готовия прокат, но това е сравнително рядка практика

### Географско разпределение
Производство на стомана за 2006 година
- Целия свят общо – 1244,2 млн. тона;
- Китай – 422,7 млн. тона;
- ЕС – 198,4 млн. тона;
- Япония – 116,2 млн. тона;
- САЩ – 98,6 млн. тона;
- Русия – 70,8 млн. тона.

### Най-големи производители
Най-големите производители на стомана в света през 2006 г. са:
| Производител    | Страна                     | Произведена необработена стомана, млн. t |
| --------------- | -------------------------- | ---------------------------------------- |
| АрселорМитал    | Люксембург                 | 117,2                                    |
| Нипон Стийл     | Япония                     | 32,7                                     |
| Джей Еф И       | Япония                     | 32,0                                     |
| ПОСКО           | Южна Корея                 | 30,1                                     |
| Шанхай Баостийл | Китай                      | 22,5                                     |
| Ю Ес Стийл      | САЩ                        | 21,2                                     |
| Нукор           | САЩ                        | 20,3                                     |
| Таншан          | Китай                      | 19,1                                     |
| Корус           | Великобритания/Нидерландия | 18,3                                     |
| Рива Груп       | Италия                     | 18,2                                     |

Производители на стомана в България са „Стомана-Индъстри“ (Перник) и „Промет Стиил“ (Дебелт).

## Обработка
Някои свойства на стоманата могат да бъдат модифицирани с различни процеси на обработка, които не изменят нейния състав, но влияят върху микроструктурата на материала.

### Термична обработка
При термичната обработка това се постига чрез регулирано изменение на температурата на стоманата, като сред множеството такива процеси най-често се използват два – отвръщане и закаляване с отгряване.
При отвръщането стоманата се нагрява до достатъчно висока температура, за да омекне, след което бавно се охлажда. Целта е да се намалят вътрешните напрежения в мартензита, които водят до крехкост на материала. След отвръщане стоманата има по-ниска твърдост, но по-добра ударна якост. Обикновено отвръщането на нисковъглеродни и цементуеми стомани се извършва при 180 – 200 °C, а на средновъглеродни и легирани стомани – при по-високи температури (350 – 500 °C).
При закаляването стоманата се нагрява до аустенитна фаза, след което рязко се охлажда във вода или масло, в резултат на което се образува твърда и крехка мартензитна структура. След това материалът се подлага на отгряване, специален вид отвръщане, което преобразува част от мартензита в цементит, с което се намаляват вътрешните напрежения и дефекти и металът става по-дуктилен.

## Приложение
Стоманата е многофункционална сплав с множество традиционни приложения. Използва се в строителството, автомобилната и авиационната промишленост, тежката промишлена техника, транспортната инфраструктура, домакински уреди, оръжия и др.

## История
Човешката цивилизация от началото на желязната епоха се основава на използването на желязото и неговите сплави като основен технически материал. Исторически е прието, че човекът се запознава с желязото чрез метеоритите, като косвено потвърждение на този факт може да се приемат имената на желязото, използвани в различни древни народи – „небесно тяло“ (древния Египет), „звезда, небесно тяло“ (Древна Гърция), произлязлото от sidus, sideris (латински) – „звезда, звезден“, sideros (древногръцки) – звезда. Древните шумери са наричали желязото „небесна мед“.
Най-старият известен предмет, изработен от стомана е намерен при разкопките на Каман-Калехоюк (Мала Азия) и е на възраст около 4000 години. Други находки на железни артефакти на възраст около 3400 години са намерени в Източна Африка. През 7 век пр.н.е. стоманата вече се произвежда в значителни количества в Гърция, а през 4 век пр.н.е. технологията за добив на стомана е разпространена в обширни области от Средиземноморието през Индийския субконтинент до Далечния изток, където вече е познато закаляването. През 1 век стомана се произвежда и в по-отдалечени региони, като Източна Африка.
Въпреки относително широкото си разпространение, стоманата остава сравнително скъп материал до появата и развитието на съвременното промишлено производство. Първа стъпка в тази посока е въвеждането в Европа през 17 век на доменните пещи, с които желязната руда се преработва в чугун. Първоначално те използват за гориво дървени въглища, но постепенно те са изместени от по-икономичния кокс.
От началото на 17 век широко се използва цементационния процес, при който стоманата се получава чрез добавяне на въглерод към желязо. Най-подходящи за тази технология са рудите в района на Йорегрунд в Швеция, които продължават да са основна суровина за нея до нейното изоставяне през 19 век.
В средата на 18 век англичанинът Бенджамин Хънтсман създава първата технология за тигелно леене на стомана. Дотогава масово използваните пещи не развиват достатъчна температура, за да разтапят стоманата, и тя се обработва чрез коване. Тигелната стомана се разтопява и излива отново, обикновено на блокове, като по този начин се получава по-еднороден метал.
Начало на съвременната епоха в стоманодобива поставя въвеждането през 1858 година на бесемеровия процес. Тази технология, създадена от англичанина Хенри Бесемер, използва за изходен материал чугуна, от който се получава стомана чрез отстраняване на излишния въглерод и останалите примеси в него. Този метод дава възможност за евтино производство на големи количества стомана, в резултат на което през следващите десетилетия стоманата измества желязото от повечето му дотогавашни приложения. През 1865 година френският инженер Пиер-Емил Мартен изобретява мартеновия процес за производство на стомана.
През 50-те години на 20 век вариантите на конверторния процес (на Бесемер и на Томас) започват да бъдат измествани от кислородно-конверторния процес. При него в конвертора вместо атмосферен въздух се подава чист кислород, с което се премахва попадането на азот от въздуха в стоманата. Малко по-късно в промишлеността навлизат и електродъговите пещи, които използват електрическа дъга за разтопяване на метала.